# Tanfi Iván
Tanfi Iván (Steiner Iván, Steinitzer; Arad, 1870 – Budapest, 1945. március 13.) tanítóképző-intézeti igazgató, költő, tankönyvíró.

## Élete
Steinitzer József és Deutsch Ifigénia fiaként született. Aradon, Egerben és Budapesten tanult. 1892-ben mint tanárjelölt Steiner családi nevét Tanfira változtatta.
1893-ban kapott tanári oklevelet, állami tanítóképző-intézeti tanár volt előbb Máramarosszigeten 26 évig, kezdetben mint segédtanár, később rendes tanár, 1909-ben pedig az intézmény igazgatója lett. Tagja volt az összes helyi kulturális egyesületnek, azokat vagy vezette, vagy titkára volt. 1919-ben került Budapestre a VIII. kerületi tanítóképzőhöz, mint menekült igazgató. 1920 és 1922 között volt az intézmény vezetője. 1924 végén, 32 évi szolgálat után vonult nyugdíjba. Ekkora a Magyar Nemzeti Szövetség titkára lett, 1926-tól pedig ugyanitt a sajtóosztályt vezette.
Írói álneve 1924-tól Ivánffy Tamás. Számos tankönyv szerzője, több cikket és költeményeket írt a máramarosszigeti helyi lapokba. A kaposvári székhelyű Berzsenyi Társaság rendes tagja. A társaság pályázatán Vérrózsák a hóban című balladájával megnyerte az első díjat, székfoglalóját 1927. október 6-án tartotta. Halálát gégerák okozta. 
Felesége Halbsch Paula volt, akit 1896-ban jegyzett el Lőcsén. Neje kilenc hónappal élte túl, 1945. december 7-én hunyt el Budapesten, 74 éves korában.

## Munkái
- Számtan és algebra. Első rész az elemi tanító- és tanítónőképző intézetek I. osztálya számára. Budapest, 1903. (2. javított kiadás. Budapest, 1907.) II. rész. a II-IV. oszt. számára. Uo. 1904. (2. javított kiadás. Budapest, 1908)
- Geometria. Első rész. Az elemi tanító- és tanítónőképző-intézetek II. oszt. számára. Budapest, 1904. II. rész a III. és IV. oszt. számára. Budapest, 1906
- Költemények. Budapest, 1905
- A közgazdaságtan és államháztartástan elemei. A magyar néptanító szocziális feladataira való tekintettel. A tanítóképző-intézetek IV. oszt. számára. Budapest, 1906. (Barabás Endrével)
- A népiskola mennyiségtan tanításának módszere. Elemi tanító- és tanítónőképző-intézetek IV. osztálya számára. Budapest, 1906